# Онуфрій Криницький
Онуфрій Криницький (12 червня 1791, Криве, нині Горлицький повіт Малопольське воєводство Польща — 8 квітня 1867, Жовтанці) — український церковний і громадський діяч полонофільського спрямування, греко-католицький священник, професор, педагог, доктор богослов'я, декан і ректор Львівського університету (в 1833—1834, 1855—1856, 1858—1859 роках). Активіст Руського собору. Капелан «Руського батальйону гірських стрільців» (1849).

## Життєпис

### Освіта
Народився в сім'ї греко-католицького священника пароха в с. Криве (пол. Krzywa) о. Андрія Криницького. Мав рідного брата Петра, який пізніше був священиком у с. Жовтанці. Навчався в Кошицях і Львівському університеті, який тимчасово з причини наполеонівських воєн був перетворений на ліцей. У 1811 до 1815 роках навчався у греко-католицькій семінарії-конвікті у Відні (тоді т. зв. нім. Das Kaiserliche und königliche Stadtkonvikt) і у Віденському університеті здобув ступінь доктора богослов'я (11 грудня 1815).

### Педагогічна діяльність
Наступного року став префектом Львівської греко-католицької духовної семінарії, а ще через рік суплентом (помічником) професора церковної історії у Львівському університеті і катехитом реальної школи. У 1819 році, отримавши посаду звичайного професора, розпочав довголітню (до 1861 року) викладацьку кар'єру. Церковну історію спочатку викладав за працею Маттіаса Даннемаєра «Introductio in historiam Ecclesiae christianae universam, usibus academicis accomodata» (1778), яку в 1834 році міністерство відмінило, і запропонувало натомість новіший підручник Антона Кляйна «Historia Ecclesiae Chriatianae a nativitate Salvatoris» (1828). Від 1821 до 1826 був заступником професора біблійних мов, а від 1834 до 1839 року був професором біблійних студій для слабших студентів греко-католицької семінарії. У 1831 році отримав титул почесного крилошанина Перемишльської греко-католицької капітули.
Шістнадцять разів о. Онуфрій Криницький очолював богословський факультет Львівського університету. Тричі академічний сенат університету обирав його на посаду ректора: 1833—1834, 1855—1856, 1858—1859. Ще в 1822 році митрополит Михайло Левицький хотів зробити його ректором семінарії, але Криницький вирішив залишитись професором. У 1847 році за підтримки графа Штадіона отримав посаду цензора книг бібліотеки Оссолінських.

### Політична діяльність

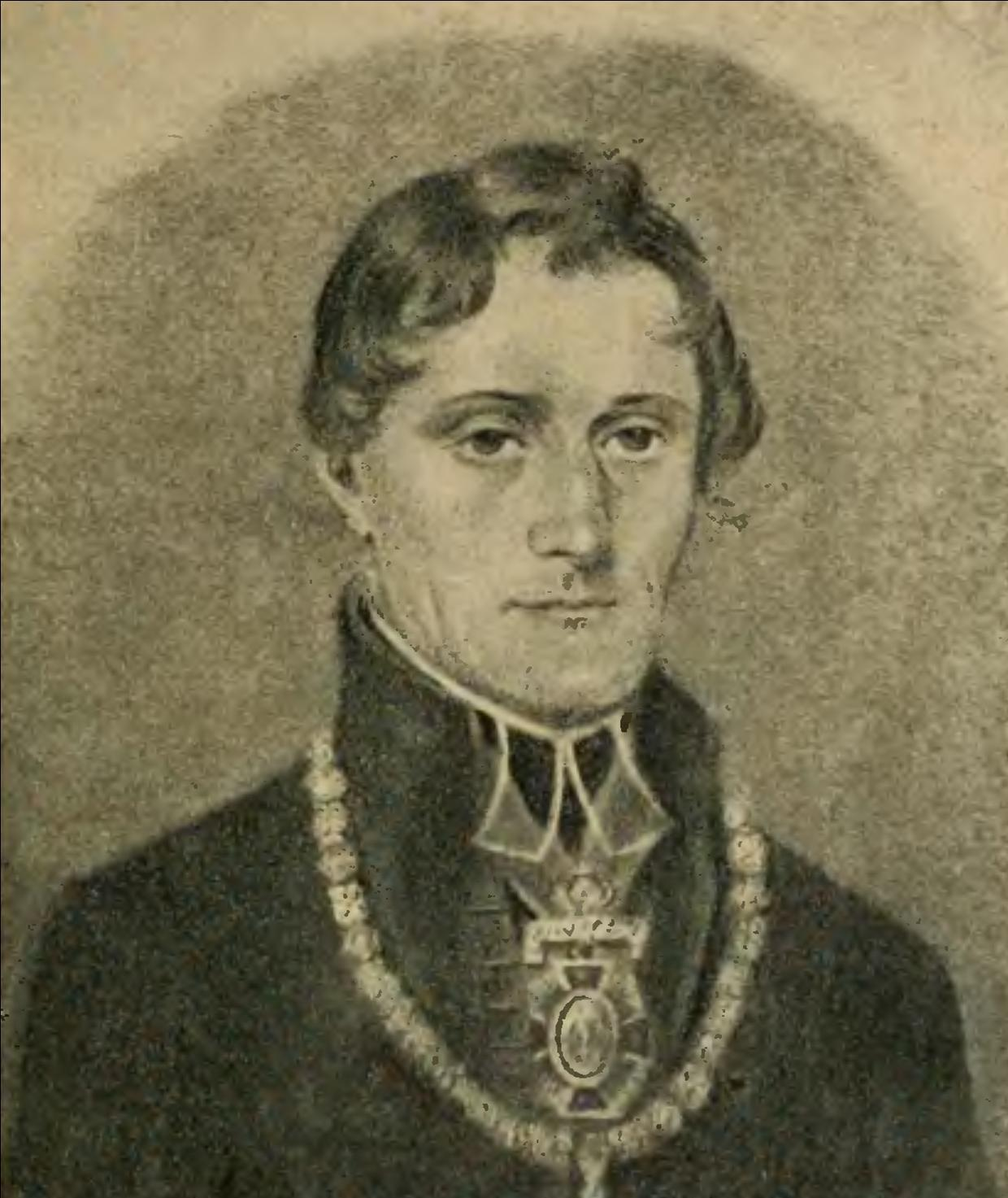
Портрет Онуфрія Криницького авторства Івана Вендзиловича, 1837 рік

Як ректор університету, Криницький брав участь у засіданнях Галицького станового сейму, зокрема у 1833 році з його поручення і підтримки розглядалося там питання створення медичного факультету у Львівському університеті:
|  | ...Оскільки не лише в часі холери виявлено брак лікарів, але й у звичайному стані здоров'я багато околиць не мають лікарської опіки, просимо Вашу Цісарсько-Королівську Величність відкрити медичний факультет у Львівському університеті, або якщо це не можливо, то збільшити для галицької молоді кількість стипендій на медичному факультеті Віденського університету... |

У період «Весни народів» о. Криницький був членом польської Центральної національної ради та членом польської депутації Національного комітету з програмою національного руху Галичини, оформленої у вигляді адреси імператору Францу Йосифу I. Серед вимог цієї програми були скасування панщини і ліквідація кріпацтва, автономія Галичини та введення польської мови в школах і державній адміністрації, видалення іноземних чиновників, проголошення демократичних свобод, введення рівності громадян перед законом і реорганізація провінційного сейму. Брав участь в підготовці другої петиції імператору від 6 травня 1848 року.
Отець-доктор Онуфрій Криницький був одним із перших українських військових капеланів. У 1849 році він здійснював духовну опіку над збройним формуванням, так званим, «Руським батальйоном гірських стрільців», створеним у березні того ж року з метою оборони південних кордонів Галичини від нападів угорських повстанців Лайоша Кошута.

### Останні роки
Після виходу на пенсію (1861), проживав у с. Жовтанці, де раніше його брат Петро Криницький (1802—1854) мав парафію, і допомагав місцевому парохові в душпастирській праці. Помер у Жовтанцях 8 квітня (за іншою версією 1 квітня) 1867 року. Похоронив 10 квітня 1867 р. о. Антін Юзичинський, доктор богослов'я, Опікун катедрального собору у Перемишлі (Custos Ecclesia Cathedralis Premisliensis) (29.02.1815 — 25.10.1886) уродженець с. Колоденці, про що є запис у копії метричної книги, яку зберігають у ЦДІАЛ України.

## Нагороди
- Лицарський хрест ордена Франца Йосифа (1860)[15].